# Álarcos Énekes
Az Álarcos Énekes az RTL licencszerződésen alapuló zenés show-műsora, melyben híres emberek, hogy megőrizzék titkos identitásukat jelmezekben adnak elő produkciókat és csak akkor lepleződik le, melyik jelmez kit rejt, amikor az adott versenyző kiesik a műsorból. A műsor formátuma a dél-koreai Masked Singer című műsoron alapszik.

## Érdekességek
A konkurens adó, a TV2 Nicsak, ki vagyok? címmel nagyon hasonló műsort indított szintén 2020 februárjától, ugyanabban az időpontban. A két műsor között a legnagyobb különbség az, hogy az RTL műsorában minden adásban csak 1 leleplezés történik, illetve hogy felvételről kerül adásba a produkció.
Érdekesség, hogy a műsorformátum cseh és szlovák közös szériáját, mely a két országban a nyelvi eltérések kiküszöbölése érdekében Zlatá maska (magyarul: Arany maszk) címmel fut, ugyancsak a budapesti stúdióban vették fel a magyar verzióban használt jelmezekkel, melyeket a magyar, cseh és szlovák versenyzőkre egyaránt szabottan készítettek el. Ugyancsak érdekesség, hogy a harmadik évadban szerepelt Gorilla, Kacsa és Víziló jelmezek szerepeltek a görög verzió első szériájában is.

## Évadok
| Évad | Versenyzők | Epizódok | Sugárzás            | Sugárzás           | Győztes                   | Második helyezett      | Harmadik helyezett        | Műsorvezető   | Nyomozók      | Nyomozók    | Nyomozók     | Nyomozók         | Vendégnyomozók                                              |
| Évad | Versenyzők | Epizódok | Kezdet              | Finálé             | Győztes                   | Második helyezett      | Harmadik helyezett        | Műsorvezető   | Nyomozók      | Nyomozók    | Nyomozók     | Nyomozók         | Vendégnyomozók                                              |
| ---- | ---------- | -------- | ------------------- | ------------------ | ------------------------- | ---------------------- | ------------------------- | ------------- | ------------- | ----------- | ------------ | ---------------- | ----------------------------------------------------------- |
| 1.   | 12         | 10       | 2020. február 9.    | 2020. április 12.  | Gallusz Niki (Nyuszi)     | Nagy Ervin (Robot)     | Árpa Attila (Krokodil)    | Istenes Bence | Gáspár Laci   | Csobot Adél | Dancsó Péter | Sebestyén Balázs | –                                                           |
| 2.   | 16         | 14       | 2020. szeptember 6. | 2020. december 6.  | Miller Dávid (Banán)      | Molnár Áron (Zebra)    | Puskás Peti (Röfi)        | Istenes Bence | Gáspár Laci   | Csobot Adél | Hargitai Bea | Sebestyén Balázs | Nagy Ervin Puskás Péter Liptai Claudia Kabát Péter Feke Pál |
| 3.   | 15         | 10       | 2021. szeptember 5. | 2021. november 1.  | Vastag Tamás (Kaméleon)   | Cserpes Laura (Víziló) | Szabó Kimmel Tamás (Cápa) | Istenes Bence | Fluor Tomi    | Szabó Zsófi | Szandi       | Nagy Ervin       | Miller Dávid Járai Máté Tokár Tamás                         |
| 4.   | 11         | 8        | 2024. november 10.  | 2024. december 29. | Brasch Bence (Jegesmedve) | Valkusz Milán (Teknős) | Gergely Róbert (Rozmár)   | Puskás Péter  | Istenes Bence | Csobot Adél | Ráskó Eszter | Sebestyén Balázs | Gáspár Laci Pápai Joci Janklovics Péter                     |

Az első évad 2020. február 9-én indult az RTL-en. A műsorvezetője Istenes Bence. A négy nyomozója Gáspár Laci, Csobot Adél, Dancsó Péter és Sebestyén Balázs. Az évad győztese Gallusz Niki lett, a nyúl jelmezben.
A második évad 2020. szeptember 6-án indult el, ugyanis az eredetileg tervezett X-Faktor jubileumi, tizedik évadát a járvány miatt 2021-re halasztották. A műsorvezető változatlanul Istenes Bence volt, míg a nyomozók közül Dancsó Péter helyét Hargitai Bea vette át. Az évad során Gáspár Lacinak koronavírus fertőzése miatt két adást ki kellett hagynia, ezért vendégnyomozóként Nagy Ervin illetve Puskás Péter helyettesítette. Az évad utolsó adásaiban ötödik nyomozóként is érkezetek vendégek, Liptai Claudia, Kabát Péter és Feke Pál is segítette a nyomozók munkáját. Az évad győztese Miller Dávid lett, banánjelmezben.
A harmadik évad 2021. szeptember 5-én vette kezdetét. Istenes Bence mellett teljesen megújult nyomozói csapattal, melyben Szabó Zsófi, Szandi, Nagy Ervin és Fluor Tomi foglalt helyet. Az évad győztese Vastag Tamás lett, kaméleon jelmezben.
A negyedik évadban visszatért a nyomozókhoz Csobot Adél és Sebestyén Balázs, hozzájuk csatlakozott Ráskó Eszter, illetve Istenes Bence ezúttal nyomozóként vett részt a műsorban. A műsorvezető pedig Puskás Péter volt. Az évad győztese Brasch Bence lett, jegesmedve jelmezben.

## Nyomozók
Nyomozók/Műsorvezetők
     Vendégnyomozók
| Név              | Évadok       | Évadok       | Évadok       | Évadok       |
| Név              | 1.           | 2.           | 3.           | 4.           |
| Műsorvezetők     | Műsorvezetők | Műsorvezetők | Műsorvezetők | Műsorvezetők |
| ---------------- | ------------ | ------------ | ------------ | ------------ |
| Puskás Péter     |              |              |              |              |
| Istenes Bence    |              |              |              |              |
| Nyomozók         |              |              |              |              |
| Sebestyén Balázs |              |              |              |              |
| Csobot Adél      |              |              |              |              |
| Istenes Bence    |              |              |              |              |
| Ráskó Eszter     |              |              |              |              |
| Szandi           |              |              |              |              |
| Fluor Tomi       |              |              |              |              |
| Szabó Zsófi      |              |              |              |              |
| Nagy Ervin       |              |              |              |              |
| Hargitai Bea     |              |              |              |              |
| Gáspár Laci      |              |              |              |              |
| Dancsó Péter     |              |              |              |              |
| Vendégnyomozók   |              |              |              |              |
| Janklovics Péter |              |              |              |              |
| Pápai Joci       |              |              |              |              |
| Gáspár Laci      |              |              |              |              |
| Tokár Tamás      |              |              |              |              |
| Miller Dávid     |              |              |              |              |
| Járai Máté       |              |              |              |              |
| Puskás Péter     |              |              |              |              |
| Liptai Claudia   |              |              |              |              |
| Kabát Péter      |              |              |              |              |
| Feke Pál         |              |              |              |              |
| Nagy Ervin       |              |              |              |              |

## Versenyzők
| Hely. | Évadok                                           | Évadok                                         | Évadok                                                             | Évadok                                                             |
| Hely. | Első                                             | Második                                        | Harmadik                                                           | Negyedik                                                           |
| ----- | ------------------------------------------------ | ---------------------------------------------- | ------------------------------------------------------------------ | ------------------------------------------------------------------ |
| 1.    | Gallusz Niki (Nyuszi)                            | Miller Dávid (Banán)                           | Vastag Tamás (Kaméleon)                                            | Brasch Bence (Jegesmedve)                                          |
| 2.    | Nagy Ervin (Robot)                               | Molnár Áron (Zebra)                            | Cserpes Laura (Víziló)                                             | Valkusz Milán (Teknős)                                             |
| 3.    | Árpa Attila (Krokodil)                           | Puskás Péter (Röfi)                            | Szabó Kimmel Tamás (Cápa)                                          | Gergely Róbert (Rozmár)                                            |
| 4.    | Józan László (Kutya)                             | Manuel (Baba)                                  | Gryllus Dorka és Simon Kornél (Lovag és Csacsi)                    | Gelencsér Tímea (Kenguru)                                          |
| 5.    | Schóbert Lara (Fagyi)                            | Feke Pál (Egér)                                | Csobot Adél (Automata)                                             | Herceg Erika (Fekete párduc)                                       |
| 6.    | Pokorny Lia (Polip)                              | Bach Szilvia (Elefánt)                         | Zámbó Krisztián (Szarvas) Lotfi Begi (Gorilla)                     | Kocsis Tibor (Ananász)                                             |
| 7.    | Hajas László (Páva) Arató András (Szörnyecske)   | Dr. Tóth Tamás (Kaktusz) Pintér Tibor (Maki)   | Zámbó Krisztián (Szarvas) Lotfi Begi (Gorilla)                     | Ullmann Mónika (Mézeskalács) Gáspár Niki (Viking) Dér Heni (Mókus) |
| 8.    | Hajas László (Páva) Arató András (Szörnyecske)   | Dr. Tóth Tamás (Kaktusz) Pintér Tibor (Maki)   | Kiszel Tünde (Kacsa) Nádai Anikó (Holdjáró)                        | Ullmann Mónika (Mézeskalács) Gáspár Niki (Viking) Dér Heni (Mókus) |
| 9.    | Opitz Barbi (Oroszlán) Kökény Attila (Unikornis) | Falusi Mariann (Béka) Kozso (Bika)             | Kiszel Tünde (Kacsa) Nádai Anikó (Holdjáró)                        | Ullmann Mónika (Mézeskalács) Gáspár Niki (Viking) Dér Heni (Mókus) |
| 10.   | Opitz Barbi (Oroszlán) Kökény Attila (Unikornis) | Falusi Mariann (Béka) Kozso (Bika)             | Szulák Andrea (Zombi) Nótár Mary (Katica) Halastyák Fanni (Zsiráf) | Nagy Zsolt (Sushi) Molnár Anikó (Küklopsz)                         |
| 11.   | Hargitai Bea (Alien) Csepregi Éva (Panda)        | Erdélyi Mónika (Dínó) Miklósa Erika (Kakas)    | Szulák Andrea (Zombi) Nótár Mary (Katica) Halastyák Fanni (Zsiráf) | Nagy Zsolt (Sushi) Molnár Anikó (Küklopsz)                         |
| 12.   | Hargitai Bea (Alien) Csepregi Éva (Panda)        | Erdélyi Mónika (Dínó) Miklósa Erika (Kakas)    | Szulák Andrea (Zombi) Nótár Mary (Katica) Halastyák Fanni (Zsiráf) |                                                                    |
| 13.   |                                                  | Rubint Rella (Méhecske) Eszenyi Enikő (TIgris) | Kovács Ágnes (Csiga) Szabados Ágnes (Róka) Fekete Pákó (Eperke)    |                                                                    |
| 14.   |                                                  | Rubint Rella (Méhecske) Eszenyi Enikő (TIgris) | Kovács Ágnes (Csiga) Szabados Ágnes (Róka) Fekete Pákó (Eperke)    |                                                                    |
| 15.   |                                                  | Béres Alexandra (Cica) Fluor Tomi (Süti)       | Kovács Ágnes (Csiga) Szabados Ágnes (Róka) Fekete Pákó (Eperke)    |                                                                    |
| 16.   |                                                  | Béres Alexandra (Cica) Fluor Tomi (Süti)       |                                                                    |                                                                    |
| -     |                                                  | Liptai Claudia (Röfi)                          |                                                                    |                                                                    |

## Nézettség
A +4-es adatok a teljes lakosságra, a 18–49-es adatok a célközönségre vonatkoznak.
| Évad | Sugárzás       | Epizódok száma | Teljes lakosság (+4) | Teljes lakosság (+4) | Célközönség (18–49) | Célközönség (18–49) |
| Évad | Sugárzás       | Epizódok száma | AMR (fő)             | SHR (%)              | AMR (fő)            | SHR (%)             |
| ---- | -------------- | -------------- | -------------------- | -------------------- | ------------------- | ------------------- |
| 1.   | vasárnap 19:00 | 10             | 1 218 246            | 25,4                 | 653 059             | 25,9                |
| 2.   | vasárnap 19:00 | 14             | 865 959              | 18,8                 | 463 615             | 19,0                |
| 3.   | vasárnap 19:00 | 10             | 694 072              | 16,0                 | 366 430             | 16,3                |
| 4.   | vasárnap 19:30 | 8              | 570 152              | 14,5                 | 307 307             | 15,6                |

## Álarc mögött
| Évad | Kezdet              | Finálé            | Műsorvezető                    | Csatorna |
| ---- | ------------------- | ----------------- | ------------------------------ | -------- |
| 1.   | 2020. február 9.    | 2020. április 12. | Szabó Zsófi és Kamarás Norbert |          |
| 2.   | 2020. szeptember 6. | 2020. december 6. | Csobot Adél és Hargitai Bea    |          |
| 3.   | 2021. szeptember 5. | 2021. november 1. | Szomjas Dzsenifer              |          |